# 家姓
家姓，是中国一个非常罕见的姓氏，据统计全国家姓人口4000人不到。在《百家姓》中排第207位。

## 起源
家姓的起源有兩個，皆出自姬姓：
- 西周末年周孝王之子家父，其後代以「家」為姓。
- 春秋時代魯莊公之孙公孙归父，表字「子家」，其後代以「家」字為姓。

## 郡望
京兆郡：晉代時置。

## 分布
- 甘肅省：隴西渭水流域附近
- 陝西省：西安市一帶

## 延伸阅读
[在维基数据编辑]
 《百家姓》
 《欽定古今圖書集成·明倫彙編·氏族典·家姓部》，出自陈梦雷《古今圖書集成》